# Aguilar de Segarra
Aguilar de Segarra, o Aguilar de Boixadors segons l'IEC, és un poble, cap del municipi del mateix nom, situat al límit occidental de la comarca del Bages, Catalunya, a l'alta conca de la riera de Rajadell. Pertany a l'Alta Segarra, en contacte amb l'Anoia.
| Entitat de població | Habitants (2024) |
| Aguilar de Segarra  | 187              |
| Castellar           | 78               |
| les Coromines       | 26               |
| Font: Idescat       |                  |

## Geografia
- Llista de topònims d'Aguilar de Segarra (orografia: muntanyes, serres, collades, indrets...; hidrografia: rius, fonts...; edificis: cases, masies, esglésies, etc.).

Limita al nord amb Sant Mateu de Bages i Fonollosa, a l'est amb Rajadell, al sud-est amb Castellfollit del Boix, al sud amb Rubió i els Prats de Rei, i a l'oest amb Sant Pere Sallavinera, aquests tres últims termes de la comarca de l'Anoia.
El nucli d'Aguilar, està rodejant el barri de l'estació. Altres barris són el de Sant Miquel, el nucli de les Coromines i el Raval, a més de nombroses masies disseminades.
El terme està ben comunicat, tant per carretera (hi passa l'Eix Transversal), com per ferrocarril, ja que compta amb una estació del trajecte Barcelona-Lleida.

## Economia
En 2014 era considerat el municipi amb la taxa d'endeutament més alta per habitant de Catalunya. L'activitat principal són els conreus de secà (blat, llegums, patates, oli, ametlla) i el bestiar (oví i porcí). Antigament es feia carbonet.

## Llocs d'interès
Hi ha notables masies, algunes de les quals amb esglésies i capelles d'origen romànic o gòtic.
Entre els edificis d'importància arquitectònica es poden esmentar el castell d'Aguilar, avui força malmès; el castell de Castellar, que havia estat habitat fins fa poques dècades; i les capelles o esglésies de Sant Andreu d'Aguilar, Sant Miquel de Castellar, Santa Magdalena de Còdol-Rodon, Santa Maria de les Coromines i Santa Maria del Grauet.

## Festes i tradicions
Per Pasqua, els caramellaires recorren les cases del poble cantant i ballant.
A l'ermita de Sant Miquel, cada any, pels volts de Sant Miquel, s'hi celebra la festa del panellet, on una família del poble porta panets que es beneeixen i es reparteixen entre els assistents.
La festa major d'Aguilar se celebra durant el primer cap de setmana de setembre.
La festa major de Castellar, se celebra el primer cap de setmana d'agost.
La festa major de les Coromines, se celebra el segon cap de setmana d'agost.

## Demografia
| 1497 | 1515 | 1553 | 1787 | 1887 | 1900 | 1920 | 1950 | 1970 | 2010 | 2024 |
| 15   | 16   | 27   | 364  | 491  | 523  | 676  | 492  | 436  | 253  | 291  |

## Política i govern

### Composició de la Corporació Municipal
El Ple de l'Ajuntament està format per set regidors. En les eleccions municipals de 2019, Junts obtingué cinc regidors i la coalició formada per Gent d'Aguilar-Acord Municipal (GA-AM), dos.

### Eleccions municipals
Des de les primeres eleccions després del franquisme, l'any 1979, i fins al 2019, l'Ajuntament d'Aguilar de Segarra va ser dirigit per CiU. El seu únic alcalde en aquest darrer període democràtic ha estat Valentí Riera i Vilaplana. Després de la refundació de CDC i que Riera decidís plegar el 2019, Pere Aliaguilla i Arnao, de Junts, va esdevenir alcalde.
| Eleccions municipals de 26 de maig de 2019 - Aguilar de Segarra                                                                                                 |                                     |                                     |                                     |      |           |          |
| Candidatura | Candidatura                         | Candidatura                         | Cap de llista                       | Vots | Vots      | Regidors |
| | Junts per Aguilar de Segarra        |                                     | Pere Aliaguilla i Arnao             | 123  | 66,13 %   | 5 (-2)   |
| | Gent d'Aguilar-Acord Municipal      |                                     | Montserrat Isern i Vivancos         | 60   | 32,26 %   | 2 (+2)   |
| | Altres candidatures                 |                                     |                                     | 0    | 0 %       | 0 ()     |
| | Vots en blanc                       |                                     |                                     | 3    | 1,61 %    |          |
| Total vots vàlids i regidors | Total vots vàlids i regidors        | Total vots vàlids i regidors        | Total vots vàlids i regidors        | 186  | 100 %     | 7        |
| | Vots nuls                           | Vots nuls                           | Vots nuls                           | 5    | 2,62 %    |          |
| Participació (vots vàlids més nuls) | Participació (vots vàlids més nuls) | Participació (vots vàlids més nuls) | Participació (vots vàlids més nuls) | 191  | 86,43 %** |          |
| Abstenció | Abstenció                           | Abstenció                           | Abstenció                           | 30*  | 13,57%**  |          |
| Total cens electoral | Total cens electoral                | Total cens electoral                | Total cens electoral                | 221* | 100 %**   |          |
| Batlle: Pere Aliaguilla i Arnao (Junts) (13/06/2015) Per majoria absoluta dels vots dels regidors (5 vots de Junts)                                             |                                     |                                     |                                     |      |           |          |
| Fonts: Ministeri de l'Interior. Junta Electoral de la Zona de Manresa. Periòdic Ara. (* No són vots sinó electors. ** Percentatge respecte del cens electoral.) |                                     |                                     |                                     |      |           |          |

| Període                                          | Alcalde o alcaldessa      | Partit polític   | Data de possessió | Observacions |
| ------------------------------------------------ | ------------------------- | ---------------- | ----------------- | ------------ |
| 1979–1983                                        | Valentí Riera i Vilaplana | Logotip de CiU   | 19/04/1979        | --           |
| 1983–1987                                        | Valentí Riera i Vilaplana | Logotip de CiU   | 28/05/1983        | --           |
| 1987–1991                                        | Valentí Riera i Vilaplana | Logotip de CiU   | 30/06/1987        | --           |
| 1991–1995                                        | Valentí Riera i Vilaplana | Logotip de CiU   | 15/06/1991        | --           |
| 1995–1999                                        | Valentí Riera i Vilaplana | Logotip de CiU   | 17/06/1995        | --           |
| 1999–2003                                        | Valentí Riera i Vilaplana | Logotip de CiU   | 03/07/1999        | --           |
| 2003–2007                                        | Valentí Riera i Vilaplana | Logotip de CiU   | 14/06/2003        | --           |
| 2007–2011                                        | Valentí Riera i Vilaplana | Logotip de CiU   | 16/06/2007        | --           |
| 2011–2015                                        | Valentí Riera i Vilaplana | Logotip de CiU   | 11/06/2011        | --           |
| 2015–2019                                        | Valentí Riera i Vilaplana | Logotip de CiU   | 13/06/2015        | --           |
| 2019-2023                                        | Pere Aliaguilla i Arnao   | Logotip de JxCAT | 15/06/2019        | --           |
| Des de 2023                                      | n/d                       | n/d              | 17/06/2023        | --           |
| Fonts: Municat. Ajuntament d'Aguilar de Segarra. |                           |                  |                   |              |